# Kedjan
Kedjan (engelska: The Defiant Ones) är en amerikansk långfilm från 1958 i regi av Stanley Kramer, med Tony Curtis, Sidney Poitier, Theodore Bikel och Charles McGraw i rollerna.

## Handling
Två män i den amerikanska södern, den svarta Noah Cullen (Sidney Poitier) och den vita John "Joker" Jackson (Tony Curtis), flyr från ett chain gang. Männen ogillar varandra starkt, men tvingas samarbeta då de är ihopkedjade. Efter sina delade upplevelser börjar de snart gilla och respektera varandra.

## Rollista
| Tony Curtis     | – John "Joker" Jackson |
| Sidney Poitier  | – Noah Cullen          |
| Theodore Bikel  | – Sheriff Max Muller   |
| Charles McGraw  | – Capt. Frank Gibbons  |
| Lon Chaney Jr.  | – Big Sam              |
| King Donovan    | – Solly                |
| Claude Akins    | – Mack                 |
| Lawrence Dobkin | – Editor               |
| Whit Bissell    | – Lou Gans             |
| Carl Switzer    | – Angus                |
| Kevin Coughlin  | – Billy                |
| Cara Williams   | – Billy's Mother       |

## Utmärkelser
Vinster
- Oscar[1]
  - Bästa svart-vita foto
  - Bästa originalmanus
- Filmfestivalen i Berlin
  - Silverbjörnen för bästa skådespelare: Sidney Poitier[2]

Nomineringar
- Oscar
  - Bästa manliga huvudroll: Tony Curtis och Sidney Poitier
  - Bästa manliga biroll: Theodore Bikel
  - Bästa kvinnliga biroll: Cara Williams
  - Bästa regi: Stanley Kramer
  - Bästa klippning
  - Bästa film

## Remakes och inspirerade filmer
- 1972: Black Mama White Mama med Pam Grier och Margaret Markov.
- För TV 1986: The Defiant Ones med Robert Urich och Carl Weathers.
- 1996: Jakten med Laurence Fishburne och Stephen Baldwin.